# Pałac w Bolkowie
Pałac w Bolkowie – zabytkowy pałac w Bolkowie – mieście w woj. dolnośląskim, w powiecie jaworskim, w gminie miejsko-wiejskiej Bolków, nad Nysą Szaloną (prawym dopływem Kaczawy) w odległości około 6 km od jej źródła.

## Opis
Barokowy zespół pałacowo-folwarczny wybudowany około 1797 i zlokalizowany w pobliżu zamku był wzniesiony ok. 1720-1730, restaurowany i przebudowywany w XIX wieku. Murowany, na rzucie prostokąta z ryzalitem na osi, o dwutraktowym układzie wnętrza, dwukondygnacyjny, nakryty dwuspadowym dachem naczółkowym z lukarnami. Obecnie znajdują się w nim lokale mieszkalne, a część zabudowań popadła w ruinę.